# Castro Guedes
Castro Guedes (Porto, 26 de fevereiro de 1954) é um encenador, ator e dramaturgo português, ator no núcleo fundador  da Seiva Trupe e fundador e diretor artístico do Teatro Estúdio de Arte Realista (TEAR), bem como de DOGMA\12.

## Biografia
Iniciou a atividade teatral, como amador, em 1967; profissionalmente na Seiva Trupe como ator em 1973 e a primeira encenação em 1977 no TEAR, companhia que criou e dirigiu durante 10 anos. Estagiou com Jorge Lavelli no Théâtre National de La Colline, Paris, na temporada 1988/1989.
Posteriormente, foi para Lisboa onde trabalhou como copywriter na McCann, foi consultor de teatro e seriados dramáticos na RTP2 e o  autor e apresentador do programa televisivo “Dramazine”.
Em 1994 ingressa no CDV, Viana do Castelo (então denominado Teatro do Noroeste), onde permaneceu 17 anos. Passou também pelo Casino da Póvoa e, antes, pelo Teatro Universitário do Porto. E como encenador convidado destacam-se o Teatro Nacional Dona Maria, o Novo Grupo, o Serviço Acarte da Gulbenkian, a Casa da Comédia, o Cendrev, Raul Solnado, Morais e Castro, Teatro da Trindade.
Em 2012 fundou e dirige Dogma 12 - Estúdio de Dramaturgias de Língua Portuguesa. Foi monitor na parte de teatro no Voluntariado da Leitura (Centro de Investigação para as Tecnologias Interativas da Universidade Nova de Lisboa). Foi o responsável pelos conteúdos e linhas estratégicas do programa de animação cultural "SPA: Cultura a Norte". Em 2019, a convite do próprio, Castro Guedes sucede a Júlio Cardoso na Direcção Artística da Seiva Trupe.
Encenou mais de 100 criações e dirigiu mais de 1.000 intérpretes (amadores e profissionais). Efetuou trabalhos como professor convidado em várias escolas superiores e profissionais (teatro, turismo e marketing). Colaborou regularmente no jornal “Público”, no “As Artes entre as Letras” e na revista virtual “Triplov”; escreveu também artigos para “A Opinião”, “Seara Nova”, “Diário de Notícias”, “Mealibra”, “Domínios”, “Revista ADE” (Associação de encenadores em Espanha), “Revista Ensaio”, “Expresso”, “O Primeiro de Janeiro”,  Jornal de Notícias.
Lecionou no Curso de Teatro do Institut Franco-Portugais, na Escola Superior de Teatro e Cinema (Lisboa), na Escola Superior Artística (Porto, Cooperativa Árvore), na Convenção Teatral Europeia, na Academia Contemporânea do Espectáculo (Porto), na Escola Superior de Hotelaria e Turismo do Estoril. Dirigiu a Prova Final do 1.º Curso de Interpretação na Escola Superior de Música e Artes do Espectáculo (Porto). Realizou cursos livres na Universidade Católica e no seminário sobre Teatro de Raiz Tradicional Popular Português num Doutoramento no Instituto de Estudos de Línguas e Tradições da Universidade Nova de Lisboa.
Presidiu à Associação Técnica e Artística da Descentralização Teatral, pertenceu às direções do Círculo de Cultura Teatral e do Centro Cultural do Alto-Minho, integrou uma Comissão Consultiva (para debate de linhas estratégicas) da Secretaria de Estado da Cultura. Participou em inúmeros seminários, encontros e palestras, de que se destacam "O Texto e o Acto - O Teatro no Ano 2000" (Fundação Gulbenkian), 1.º Encontro de Teatro Luso-Espanhol, Teatragal (santiago de Compostela/Viana do Castelo), "Théâtre et Comunnauté" (Université d'Auvergne).
Tem, na Letras&Coisas, um ensaio publicado (“Do Outro Lado da Máscara – Ensaios Teatrais Politicamente Incorrectos”), uma peça original (“Passarox”) e outra traduzida (“Cristo” de Federico Garcia Lorca); e mais três outras peças: “Gira Prò Inferno!” (Sociedade Portuguesa de Autores), “À Esquerda do Teu Sorriso” (Campo das Letras), "Três Mulheres Em Torno de Um Piano" (Caderno Dogma 12); Textos de Teatro Para Cena, tomo I (Maçã Vermelha e Letras & Coisas, 2015, ISBN 978-972-8908-68-3), contendo 20 títulos, dos quais 17 inéditos; "2084" (edição Dogma12, 2018); Textos de Teatro Para Cena, tomo II (Letras & Coisas, 2022, ISBN 978-989-53436-7-6), contendo 10 títulos, dos quais 8 inéditos; 
Recebeu da extinta Associação Portuguesa de Críticos de Teatro quatro prémios: Especial pela Inovação de um Clássico (“Inês Pereira”, 1982); Melhor Encenação e Melhor Espectáculo (“Os Encantos de Medeia”, 1983); “As 20 Personalidades de Destaque no Teatro em 10 Anos de Democracia”, 1985). Foi premiado pelo Instituto Bernardo Santareno com o “Prémio Especial” de Personalidade do Ano de 2011. A peça "Três Mulheres em Torno de Um Piano" foi nomeada para os Grandes Prémios SPA de 2012 na categoria "Melhor Texto Teatral Representado".
É Mestre em Artes Cénicas pela Faculdade de Ciências Sociais e Humanas da Universidade Nova de Lisboa com a Distinção do Prémio de Mérito e Excelência de 2013.

## Trabalho como encenador
- Teatro Nacional D. Maria II
- Acarte/Gulbenkian
- Casa da Comédia
- Novo Grupo - Teatro Aberto
- Teatro da Trindade
- Filandorra
- Cendrev
- Seiva Trupe.

## Obra publicada
- Castro Guedes (2010). Passarox: Uma peça de teatro. [S.l.]: Letras e Coisas. 96 páginas. ISBN 9789728908249[2]
- Castro Guedes (2005). À Esquerda do Teu Sorriso. [S.l.]: Campo das Letras. 136 páginas. ISBN 9789896250041[3]
- Castro Guedes (2015). Textos de Teatro para Cena, tomo I: Letras e Coisas. ISBN 9789728908683
- Castro Guedes (2022). Textos de Teatro para Cena, tpmo II. ISBN 9789895343676